# هاروتون تیریاکیان
هاروتیون بارسقی تیریاکیان (ارمنی: Հարություն Բարսեղի Թիրյաքյան؛ انگلیسی: Harutyun Tiryakyan زادهٔ ۱۸۴۵ - درگذشته ۱۹۱۹) پزشک، ایران‌شناس، مترجم اهل ارمنستان بود.

## زندگی‌نامه
وی در ۱۸۴۵ در تالاس کساریا به دنیا آمد. در ۱۸۷۸م تحصیلات خود را در رشتهٔ پزشکی در پاریس به پایان رساند. سپس در بیمارستانی در استانبول سرگرم کار شد. در ۱۸۹۰م به سبب شرکت در تظاهرات ضددولتی بازداشت شد. در ۱۸۹۶م با خانواده‌اش به ایران کوچید و در گیلان سکونت گزید. هاروتون چهار پنج سال در رشت به درمان بیماران سرگرم بود و پس از آن به تهران رفت و یکی از پزشکان دربار گردید و لقب خان گرفت. وی در ۱۹۰۷م به کشورهای متحد آمریکا کوچید. هاروتون از پزشکان نامی و پژوهشگران پرکار ارمنی بود. در زمینهٔ پیوستگی گویش گیلکی به زبان پهلوی پژوهش می‌کرد و به پاس کوشش‌های علمی پرثمر وی، پهلوی‌شناسی در بین ارمنیان پیشرفت چشمگیری کرد. تیریاکیان به زبان‌های فارسی، پهلوی، روسی و فرانسه و گویش محلی گیلان آشنا بود. وی افزون بر مطالعات پهلوی‌شناسی، به ترجمهٔ کتیبه‌هایی از پهلوی پرداخته و مقدمه و حواشی علمی بر آن‌ها نوشته‌است.  وی در ۱۹۱۹ در سن سالگی در نیویورک درگذشت.

از آثارش: ترجمهٔ گلستان سعدی به ارمنی (۱۹۱۸م)؛ ترجمهٔ شاهنامهٔ فردوسی به ارمنی؛ ترجمهٔ کارنامهٔ اردشیر بابکان به ارمنی؛ لغت‌نامهٔ زبان آریایی و ارمنی که در آن لغات ارمنی دارای ریشهٔ پهلوی و فارسی باستان یاد شده‌است.